# Roger Bader

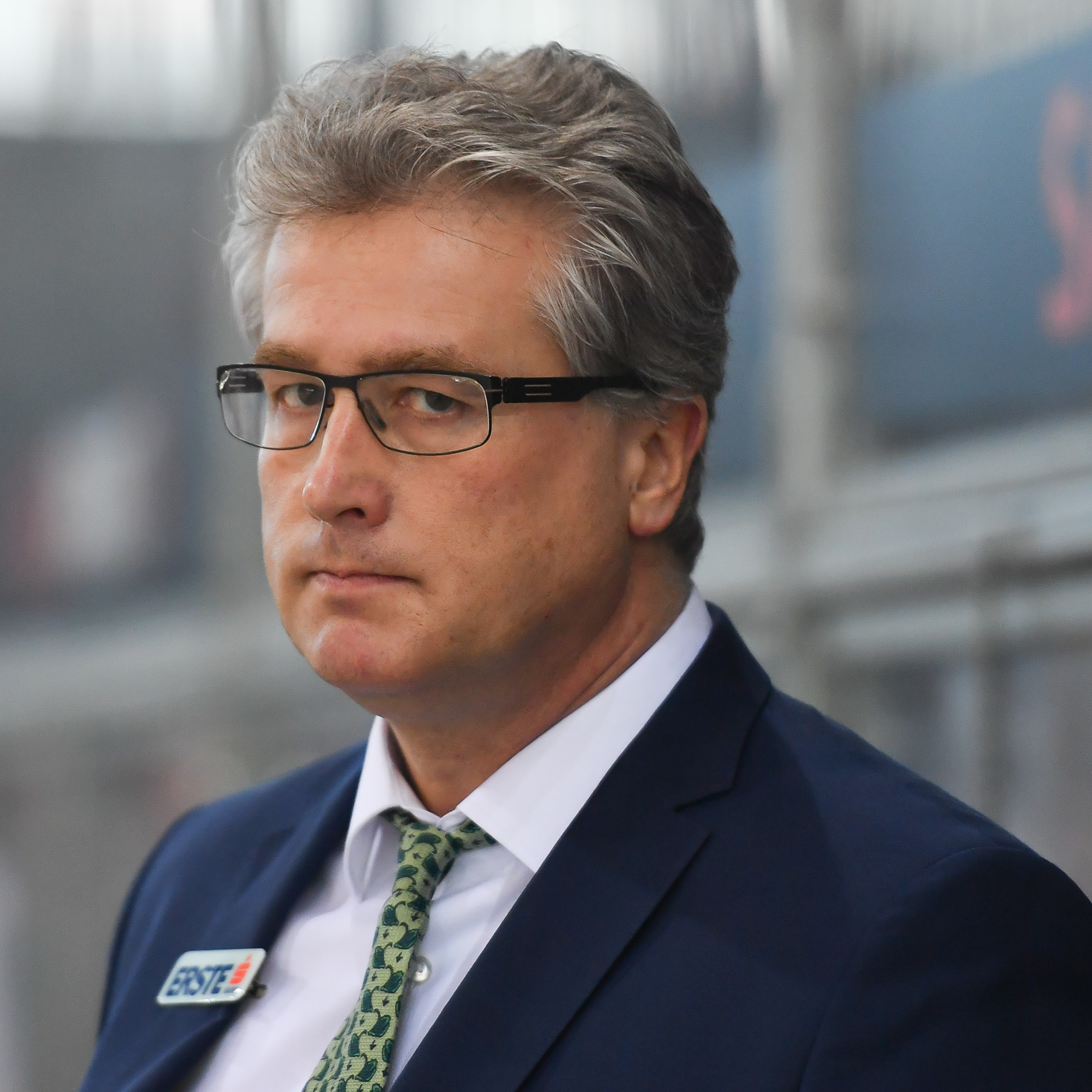
Roger Bader, 2017

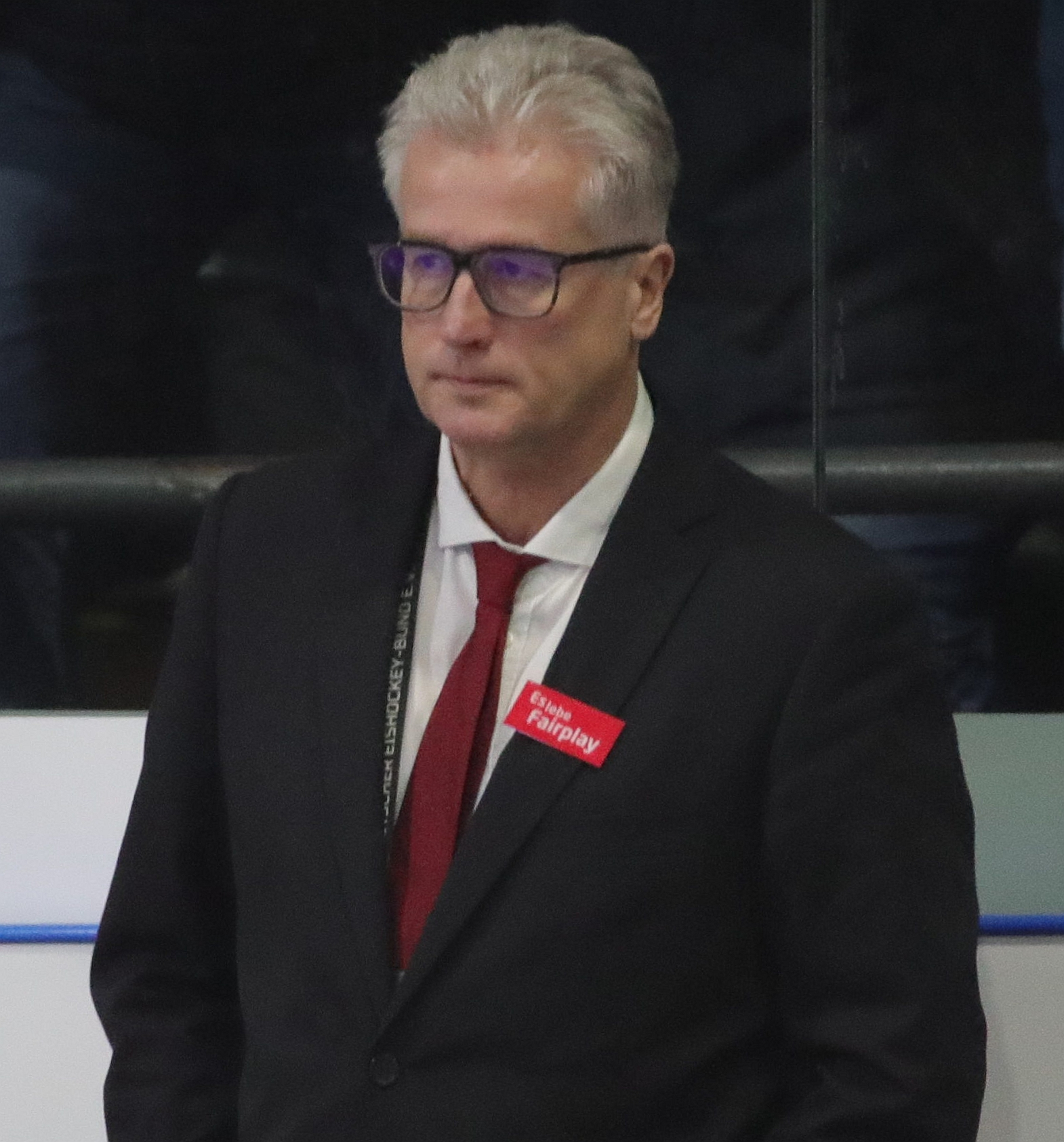
Roger Bader, 2023

Roger Bader (* 29. September 1964 in Winterthur) ist ein Schweizer Eishockeytrainer. Seit Oktober 2016 amtet er als Nationaltrainer Österreichs.

## Trainerlaufbahn
Bader spielte Eishockey in der 1. Liga, der zu diesem Zeitpunkt höchsten Amateurliga, in seiner Heimatstadt beim EHC Winterthur, ehe er zum EHC Bassersdorf wechselte. Er lernte Maschineningenieur. Ende der 1980er und Anfang der 1990er Jahre gehörte Bader als Co-Trainer zum Stab des Zürcher SC, zunächst in der Nationalliga B, aber 1989 dann in der Nationalliga A (NLA). 1993 wechselte er für ein Jahr als Manager zum SC Luzern und übernahm 1994 dann das Amt des Cheftrainers beim 1.-Liga-Verein EHC Uzwil. Während seiner Tätigkeit in Uzwil, die bis 2001 andauerte, war Bader auch als Trainer in der Nachwuchsabteilung des Klubs aktiv und übernahm zusätzlich Trainertätigkeiten für Schweizer Jugendnationalmannschaften.
2001 folgte der Wechsel zu den Kloten Flyers, dort wirkte Bader als Co-Trainer der Herrenmannschaft in der NLA sowie im Nachwuchsbereich. Er gehörte darüber hinaus weiterhin zum Trainerstab des Schweizerischen Eishockeyverbandes und war als Trainer für unterschiedliche Jugendnationalmannschaften verantwortlich.
Bader verliess Kloten 2005 und schloss sich dem HC Fribourg-Gottéron an, wo er ebenfalls als Co-Trainer amtete und zusätzlich in der Jugendausbildung arbeitete. Zwischen 2007 und Frühjahr 2013 stand er erneut in Diensten des EHC Uzwil, dessen 1.-Liga-Mannschaft er bis zu seiner Freistellung auf Grund des Abstiegs in die 2. Liga als Cheftrainer führte. Zudem hatte er die sportliche Gesamtleitung des Klubs inne. Zwischenzeitlich gab er in der Saison 2009/10 ein kurzzeitiges Gastspiel als Assistenztrainer der SC Rapperswil-Jona Lakers.
Nach seinem Abschied aus Uzwil war Bader ab 2014 in verschiedenen Tätigkeiten für den österreichischen Eishockeyverband tätig: Er arbeitete konzeptionell als Leiter der Ausbildung und Entwicklung, betreute Jugendnationalmannschaften als Cheftrainer und gehörte zeitweilig als Assistent auch zum Trainerstab der A-Nationalmannschaft.
Im Oktober 2016 wurde Bader zunächst interimistisch als Teamchef der österreichischen Herrennationalmannschaft eingesetzt. Im April 2017 schaffte er bei der B-WM mit der Mannschaft den Aufstieg in die A-Gruppe, im Folgemonat wurde sein Vertrag als Nationaltrainer verlängert, zudem übernahm er die sportliche Leitung aller Nationalmannschaften Österreichs.

## Erfolge und Auszeichnungen
- 2017 Aufstieg in die Top-Division bei der Weltmeisterschaft der Division I, Gruppe A (als Cheftrainer)